# Настолна издателска система
Настолната издателска система (НИС, на английски: Desktop Publishing) е софтуер, който се използва за оформление и подреждане на текстове и изображения за печат на различни рекламни материали като например брошури, а също и на книги, вестници, реклами и листовки.
Днес повечето потребители на този софтуер използват следните приложения:
- Adobe InDesign[1]
- Adobe PageMaker
- Microsoft Publisher
- Scribus - свободен софтуер
- QuarkXPress